# Gorilla gorilla diehli
Khỉ đột sông Cross (Gorilla gorilla diehli) là một phân loài khỉ đột phía tây (Gorilla gorilla). Các cuộc điều tra gần đây nhất cho thấy khoảng 200 đến 300 cá thể khỉ đột sông Cross vẫn còn tồn tại.